# Ergebnisse der Kommunalwahlen in Hof (Saale)
In den folgenden Listen werden die Ergebnisse der Kommunalwahlen in Hof (Saale) aufgelistet. Es werden die Ergebnisse der Stadtratswahlen seit 1996 angegeben. 

## Parteien
- AfD: Alternative für Deutschland
- CSU: Christlich-Soziale Union in Bayern
- FDP: Freie Demokratische Partei
- DIE FRANKEN: Partei für Franken
- Grüne: Bündnis 90/Die Grünen
- Linke: Die Linke
- Piraten: Piratenpartei
- REP: Die Republikaner
- SPD: Sozialdemokratische Partei Deutschlands

## Wählergruppen
- FAB: Freie Aktive Bürger e.V.
  - 2020 als FW/FAB: Freie Wähler/Freie Aktive Bürger e.V.
- LPB: Liste Parteiunabhängiger Bürger

## Abkürzungen
- unbek.: unbekannt
- Wbt.: Wahlbeteiligung

## Stadtratswahlen
Stimmenanteile der Parteien in Prozent
| Jahr | Wbt.   | CSU  | SPD  | FAB  | Grüne | AfD | FDP | Linke | Piraten | Franken | REP | LPB |
| ---- | ------ | ---- | ---- | ---- | ----- | --- | --- | ----- | ------- | ------- | --- | --- |
| 1996 | unbek. | 35,0 | 39,5 | 15,1 | 4,7   | -   | -   | -     | -       | -       | 3,6 | 2,1 |
| 2002 | 53,1   | 46,2 | 33,7 | 13,2 | 3,5   | -   | 1,1 | -     | -       | -       | 2,3 | -   |
| 2008 | 45,2   | 43,7 | 25,7 | 21,8 | 4,2   | -   | -   | 4,6   | -       | -       | -   | -   |
| 2014 | 41,4   | 42,2 | 27,1 | 15,8 | 5,7   | -   | 0,8 | 2,9   | -       | 5,5     | -   | -   |
| 2020 | 49,3   | 36,2 | 24,7 | 13,4 | 11,6  | 4,9 | 2,6 | 2,5   | 2,4     | 1,7     | -   | -   |

Sitzverteilung
Des Weiteren ist zu beachten, dass neben den gewählten Stadträten auch der Oberbürgermeister dem Gremium „Stadtrat“ angehört. Die in diesem Absatz als Gesamtzahl an Sitzen genannte Zahl berücksichtigt nur die Stadträte ohne Oberbürgermeister.
Die folgende Aufstellung gibt die Sitzverteilung an, die sich aus dem jeweiligen Wahlergebnis ergeben hat. 
| Jahr | Gesamt | CSU | SPD | FAB | Grüne | AfD | FDP | Linke | Piraten | Franken | REP | LPB |
| ---- | ------ | --- | --- | --- | ----- | --- | --- | ----- | ------- | ------- | --- | --- |
| 1996 | 441    | 16  | 18  | 6   | 2     | -   | -   | -     | -       | -       | 1   | 1   |
| 2002 | 441    | 21  | 15  | 6   | 1     | -   | -   | -     | -       | -       | 1   | -   |
| 2008 | 441    | 20  | 11  | 10  | 1     | -   | -   | 2     | -       | -       | -   | -   |
| 2014 | 401    | 17  | 11  | 7   | 2     | -   | -   | 1     | -       | 2       | -   | -   |
| 2020 | 401    | 14  | 10  | 5   | 5     | 2   | 1   | 1     | 1       | 1       | -   | -   |

Fußnoten
1 Dem Gremium „Stadtrat“ gehört neben den Stadträten auch noch der Oberbürgermeister an.